# Operace CHAOS
Operace CHAOS nebo Operace MHCHAOS byla tajná operace CIA s cílem sledovat občany Spojených států amerických. Operace probíhala v letech 1967 a 1974. Schválil ji prezident Lyndon B. Johnson a dále rozšířil prezident Richard Nixon. Cílem operace bylo odhalit možný zahraniční vliv na domácí rasová, protiválečná a další protestní hnutí. Byla zahájena pod ředitelem CIA Richardem Helmsem.

## Historie
CIA zahájila aktivity na domácí půdě v roce 1959, kdy rekrutovala kubánské emigranty pro operaci Mongoose. Jak se aktivity v USA rozvíjely, CIA vytvořila v roce 1964 divizi pro domácí operace. V roce 1965 uložil prezident Lyndon B. Johnson CIA úkol zahájit prošetřování domácích disidentů. Ve stejné době stejnou činnost vykonávala i FBI v projektu COINTELPRO. CIA však na nich byla nezávislá.
CIA následně zahájila několik operací na domácí půdě:
- Projekt HTLINGUAL – Program, zaměřený na poštu mezi Spojenými státy a tehdejším Sovětským svazem, zahrnoval otevírání a čtení korespondence adresované a odeslané jednotlivcům nebo organizacím zařazeným na seznam sledovaných osob.
- Projekt 2 – Zaměřený na infiltraci cílů zahraničních zpravodajských služeb agenty vydávajícími se za sympatizanty disidentů a kteří, stejně jako CHAOS, umisťovali agenty do domácích radikálních organizací za účelem výcviku a získávání důvěry disidentů.
- Projekt MERRIMAC – Navržený k infiltraci domácích protiválečných a radikálních organizací, o nichž se předpokládá, že představují hrozbu pro bezpečnost majetku a personálu CIA.
- Projekt RESISTANCE – Spolupráce s vedením vysokých škol, ostrahou kampusů a místní policií na identifikaci protiválečných aktivistů a politických disidentů bez jakékoli infiltrace.

Po nástupu Nixona došlo k posílení operace CHAOS. Na opreraci pracovalo 60 agentů. Jejich úkolem bylo sledovat lídry hnutí při jejich zahraničních cestách, odposlouchávat členy hnutí a získávat informace o zahraničních organizacích s vazbami na domácí hnutí. Postupně se záběr zájmu rozšířil také na hnutí za ženská práva a na židovskou organizaci B'nai B'rith.
Mezi cíli v protiválečném hnutí byly organizace:
- Students for a Democratic Society
- Black Panther Party
- Young Lords
- Women Strike for Peace
- redakce časopisu Ramparts

Na svém konci Operace CHAOS shromáždila složky o 7 200 Američanech a počítačový záznam mělo celkem 300 000 civilistů a přibližně 1 000 skupin. Během trvání operace nebyla agenty zjištěna žádná nebezpečná vazba ohrožující USA. Tajnou operaci odhalil v roce 1974 investigativní novinář Seymour Hersh. Poté byla operace ukončena a prošla vyšetřováním.